# Cung điện August Haertig ở Łódź

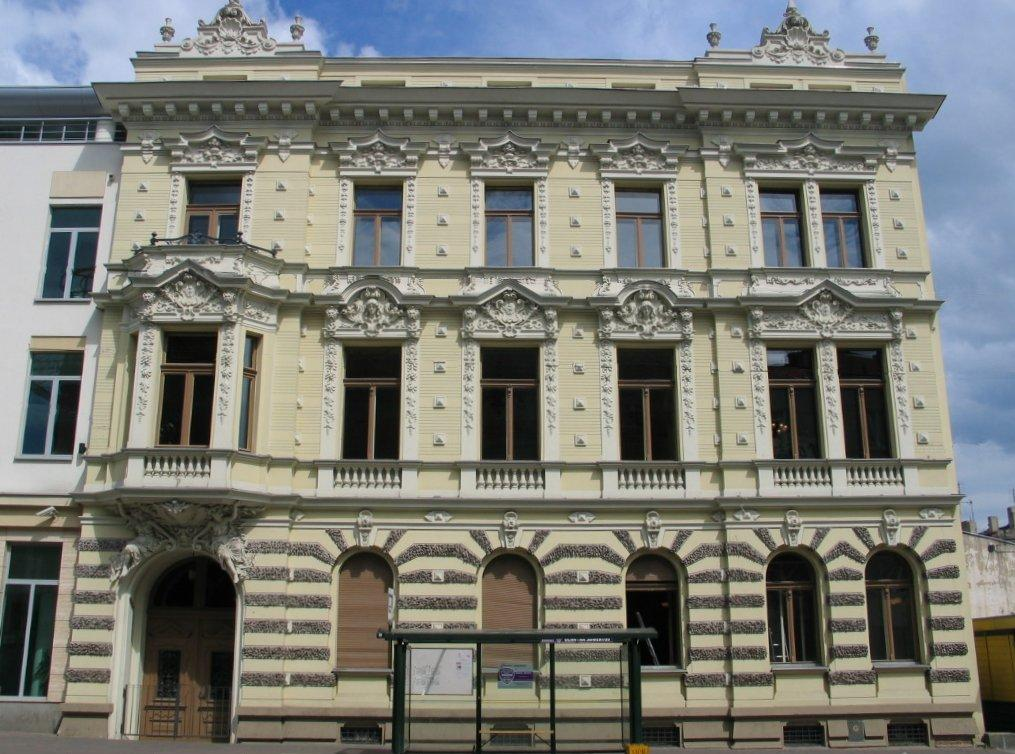
Cung điện August Haertig ở Łódź (2006)

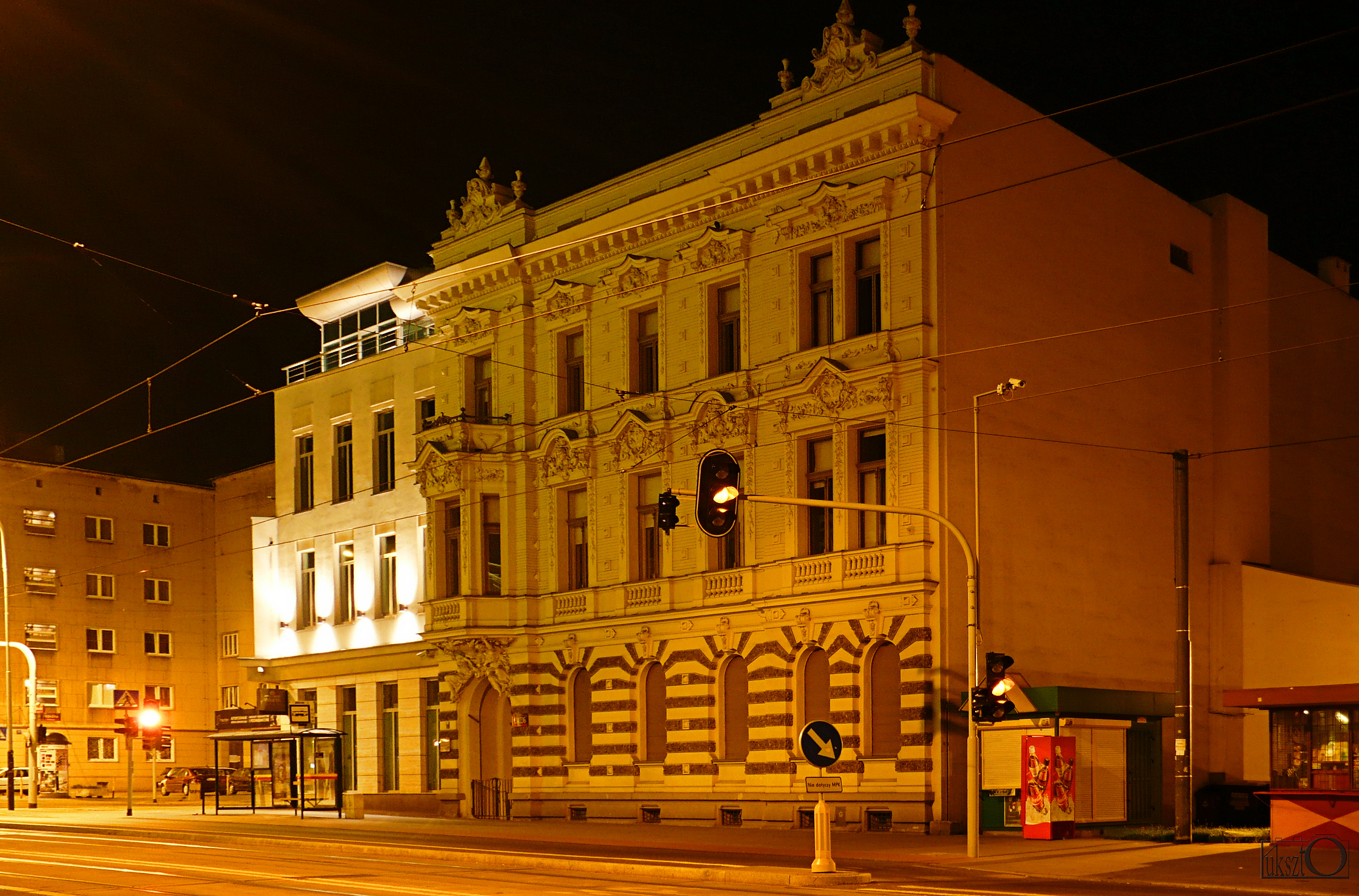
Cung điện August Haertig vào ban đêm (2012)

Cung điện August Haertig ở Łódź (tiếng Ba Lan: Pałac Augusta Haertiga w Łodzi) là một cung điện được xây dựng trong giai đoạn 1895–1896. Cung điện tọa lạc tại số 236 Phố Piotrkowska, thuộc thành phố Łódź, Ba Lan. Cung điện có tên trong sổ đăng ký di tích vào năm 1976.

## Lịch sử hình thành
Trong giai đoạn 1895–1896, dựa theo bản thiết kế của kiến trúc sư Franciszek Chełmiński, công trình kiến trúc này được xây dựng dành cho August Haertig - chủ Nhà máy Łódź.
Đây là một cung điện đa năng, không chỉ là nơi để ở mà còn phục vụ mục đích kinh doanh. Tầng trệt được trưng dụng làm văn phòng làm việc của August Haertig. Trong khi, tầng một được dùng để ở. Sau khi Haertig qua đời, vợ ông đã bán cung điện.
Trong những năm 1930, chủ sở hữu mới là Juliusz Flejszer, phó giám đốc nhà máy Izrael Poznański ở Łódź.
Trong giai đoạn 1934–1991, cung điện là trụ sở của Hội Chữ thập đỏ Ba Lan (Polski Czerwony Krzyż - PCK).
Sau đó, cung điện thuộc sở hữu tư nhân. Cung điện được trùng tu đáng kể. Công việc trùng tu kéo dài trong một năm rưỡi. Theo đó, tất cả mọi thứ từ trần nhà đến sàn nhà đều được tân trang lại.
Năm 2005, cung điện nhận giải thưởng trong cuộc thi Di tích được giữ gìn tốt do Viện Di sản Quốc gia (NID) tổ chức.